# Вест-Альто-Боніто (Техас)
Вест-Альто-Боніто (англ. West Alto Bonito) — переписна місцевість (CDP) в США, в окрузі Старр штату Техас. Населення — 696 осіб (2010).

## Географія
Вест-Альто-Боніто розташований за координатами 26°18′52″ пн. ш. 98°39′47″ зх. д. / 26.31444° пн. ш. 98.66306° зх. д. (26.314312, -98.663153).  За даними Бюро перепису населення США в 2010 році переписна місцевість мала площу 0,30 км², уся площа — суходіл.

## Демографія
Згідно з переписом 2010 року, у переписній місцевості мешкало 696 осіб у 165 домогосподарствах у складі 154 родин. Густота населення становила 2343 особи/км².  Було 181 помешкання (609/км²).
Расовий склад населення:
| - 93,0 % — білих - 6,9 % — осіб інших рас |

До двох чи більше рас належало 0,1 %. Частка іспаномовних становила 99,9 % від усіх жителів.
За віковим діапазоном населення розподілялося таким чином: 39,2 % — особи молодші 18 років, 54,9 % — особи у віці 18—64 років, 5,9 % — особи у віці 65 років та старші. Медіана віку мешканця становила 24,9 року. На 100 осіб жіночої статі у переписній місцевості припадало 93,9 чоловіків;  на 100 жінок у віці від 18 років та старших — 90,5 чоловіків також старших 18 років.
За межею бідності перебувало 45,3 % осіб, у тому числі 56,3 % дітей у віці до 18 років та 100,0 % осіб у віці 65 років та старших.
Цивільне працевлаштоване населення становило 366 осіб. Основні галузі зайнятості: транспорт — 37,7 %, освіта, охорона здоров'я та соціальна допомога — 32,0 %, виробництво — 13,4 %, будівництво — 7,9 %.